# ماکسیم اوپالف
ماکسیم اوپالف (روسی: Максим Александрович Опалев؛ زادهٔ ۴ آوریل ۱۹۷۹) قایقران کانو اهل روسیه بود.
وی همچنین برندهٔ جوایزی همچون نشان دوستی شده‌است.